# Friedrich Schulze (Bürgermeister)
Friedrich Schulze (* im 18. Jahrhundert; † im 19. Jahrhundert) war ein deutscher Chirurg, Bürgermeister und Politiker.

## Leben
Schulze war evangelisch und heiratete Johanna Elisabeth Figge († 10. Oktober 1833 in Sachsenhausen, 69 Jahre alt). Er war (1801) Chirurg bzw. (1821, 1826) Stadtchirurg in Sachsenhausen. 1821/22 war er dort Gemeinde-Vorsteher, von 1826 bis 1828 Stadtschreiber und von Herbst 1826 bis Herbst 1828 Bürgermeister der Stadt Sachsenhausen. Als solcher war er von (Herbst) 1826 bis (Herbst) 1828 Mitglied des Landstandes des Fürstentums Waldeck.